# Apple Mountain Lake
 (mars 2025).
Apple Mountain Lake est une census-designated place située dans le comté de Warren, dans l’État de Virginie, aux États-Unis. Lors du recensement de 2020, elle comptait 1 400 habitants.